# 大藪古墳群
大藪古墳群（おおやぶこふんぐん）は、兵庫県養父市大藪にある古墳群（群集墳）。4基が兵庫県指定史跡に指定され、47基が養父市指定史跡に指定されている。

## 概要
兵庫県北部、円山川右岸の丘陵南斜面に築造された大型群集墳である。東西約2キロメートル・南北約1キロメートルの範囲に古墳約150基が分布する。
古墳群のうち禁裡塚古墳・塚山古墳・西ノ岡古墳・こうもり塚古墳の4基は、埋葬施設が全長10メートル以上の大型横穴式石室として注目され、特に禁裡塚古墳の石室は但馬地方（兵庫県北部）では最大規模であり全国的にも有数の規模になる。これらの4基は盟主墳として丘陵南麓に位置し、その後背丘陵上に中・小古墳として後期の小山支群・野塚支群・穴ヶ谷支群や中-後期の道林支群が群集する。
禁裡塚古墳・塚山古墳・西ノ岡古墳・こうもり塚古墳の大型古墳4基は、古墳時代後期-終末期の6世紀後半-7世紀前半頃の築造と推定される。当時としては但馬地方最大の政治権力の存在を示し、古墳時代中期の5世紀代の大型古墳である池田古墳（朝来市和田山町平野）・茶すり山古墳（朝来市和田山町筒江）が築造された朝来市和田山地域から養父市養父地域に政治権力が移動したと推測される。また律令制下では養父郡の中心地である養父郷に位置しており、養父神社の奉斎氏族との関係を指摘する説も挙げられる。但馬地方ひいては北近畿地方では代表的な大型群集墳として注目される古墳群である。
禁裡塚古墳の古墳域は1986年（昭和61年）に、塚山古墳・西ノ岡古墳・こうもり塚古墳の古墳域は1988年（昭和63年）に兵庫県指定史跡に指定されている。また野塚支群19基・道林支群28基の古墳域は1979年（昭和54年）に養父町指定史跡（現在は養父市指定史跡）に指定されている。

## 遺跡歴
- 昭和初期、大規模な盗掘[4]。
- 1976-1978年（昭和51-53年）、分布調査・測量調査：第1-6次調査（養父町教育委員会、1978年に報告）[4]。
- 1979年（昭和54年）9月、野塚支群・道林支群が「野塚古墳群」・「道林古墳群」として旧養父町指定史跡（現在は養父市指定史跡）に指定[1]。
- 1986年（昭和61年）3月25日、禁裡塚古墳が兵庫県指定史跡に指定[3]。
- 1988年（昭和63年）3月22日、塚山古墳・西ノ岡古墳・こうもり塚古墳が兵庫県指定史跡に指定[3]。

## 主な古墳
| 古墳名         | 形状         | 石室               | 石室              | 石室                      | 石室                      | 石室   | 石室   | 築造時期  | 史跡指定       |
| 古墳名         | 形状         | 構造               | 全長 （メートル） | 玄室面積 （平方メートル） | 玄室体積 （立方メートル） | 俯瞰図 | 展開図 | 築造時期  | 史跡指定       |
| -------------- | ------------ | ------------------ | ----------------- | ------------------------- | ------------------------- | ------ | ------ | --------- | -------------- |
| 禁裡塚古墳     | 円墳         | 両袖式横穴式石室   | 13.9              | 16.6                      | 59.9（但馬地方第1位）     |        |        | 6世紀後半 | 兵庫県指定史跡 |
| 塚山古墳       | 円墳         | 両袖式横穴式石室   | 12.1              | 12.2                      | 44（但馬地方第3位）       |        |        | 6世紀後半 | 兵庫県指定史跡 |
| 西ノ岡古墳     | （推定）円墳 | 両袖式横穴式石室   | 13.6              | 13.5                      | 40.7（但馬地方第6位）     |        |        | 7世紀初頭 | 兵庫県指定史跡 |
| こうもり塚古墳 | （推定）方墳 | 右片袖式横穴式石室 | 12.55             | 12.7                      | 23.1（但馬地方第14位）    |        |        | 7世紀前半 | 兵庫県指定史跡 |

### 禁裡塚古墳
禁裡塚古墳（きんりづかこふん）は、養父市大藪字中西にある古墳。大藪古墳群の中央に位置する。
墳形は円形で、南北35メートル・東西32メートル・高さ9メートルを測る。墳丘周囲には周溝が巡らされる。埋葬施設は両袖式の横穴式石室で、東方向に開口する。石室の規模は次の通り。
- 石室全長：13.9メートル
- 玄室：長さ5.97メートル、幅2.79メートル、高さ3.6メートル
- 羨道：長さ7.93メートル、幅1.54メートル、高さ2.3メートル

石室は但馬地方で最大規模になる。墳丘の中心は玄室の中心に位置する。玄室の奥壁は4段積みで、側壁は基底石を4石とする4段積みで構築される。また石室の内面には赤色顔料の塗布が認められ、開口部には閉塞石が残存する。副葬品は詳らかでないが、石室内で装飾付須恵器片が採集されている。
築造時期は、古墳時代後期の6世紀後半頃と推定される。なお、禁裡塚古墳の西側周溝内には裏塚古墳があり、陪塚的性格が指摘される。

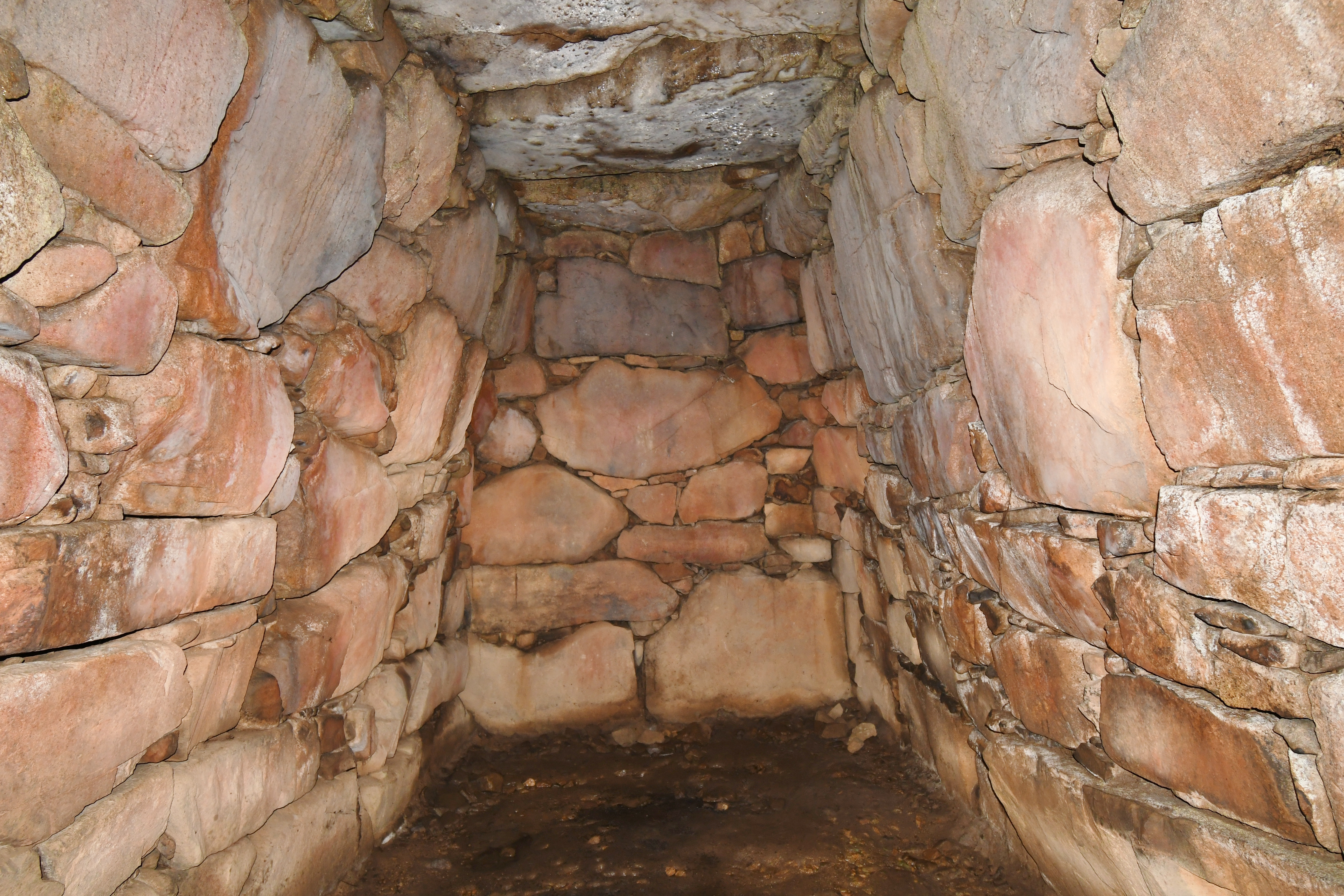
玄室（奥壁方向）
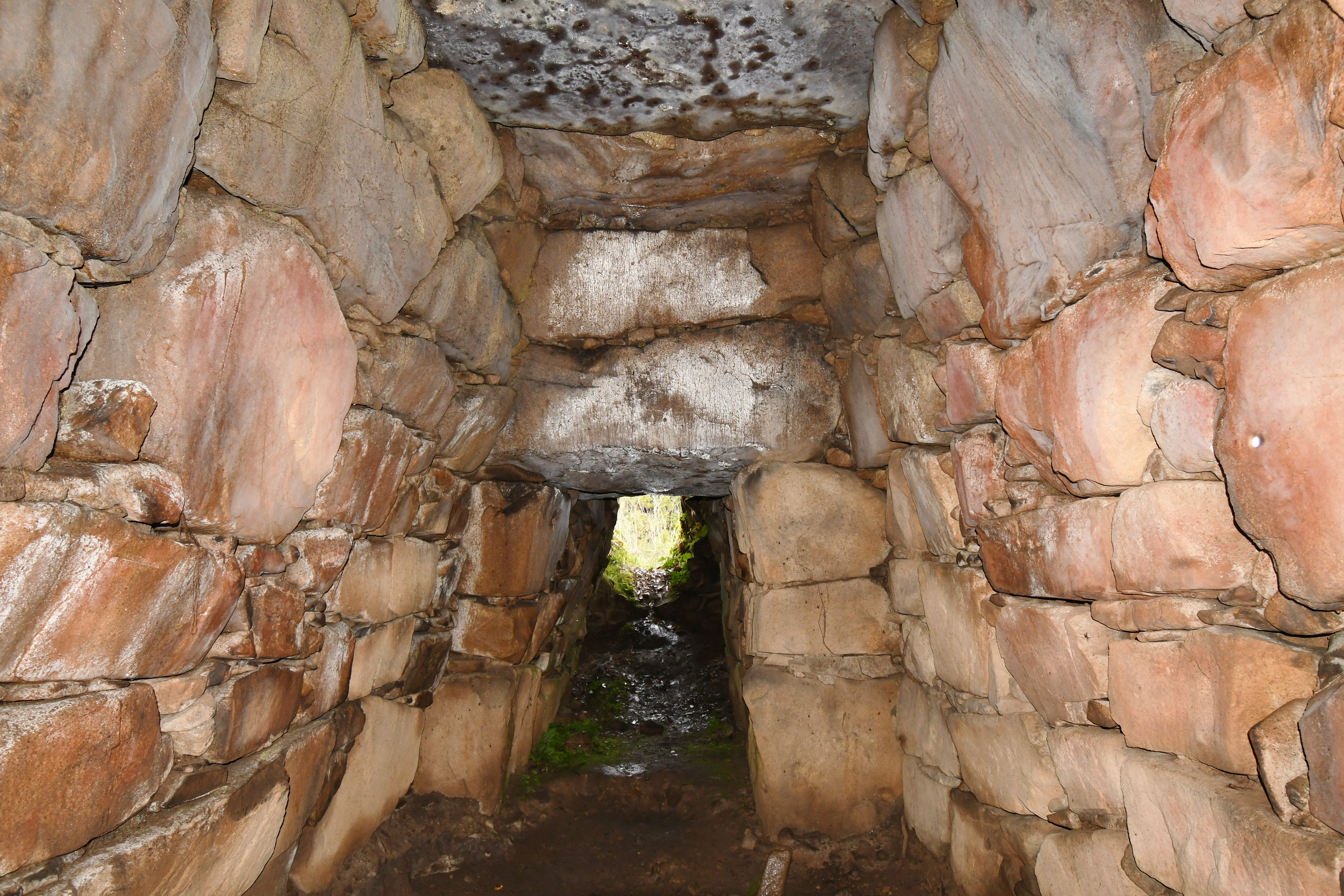
玄室（開口部方向）
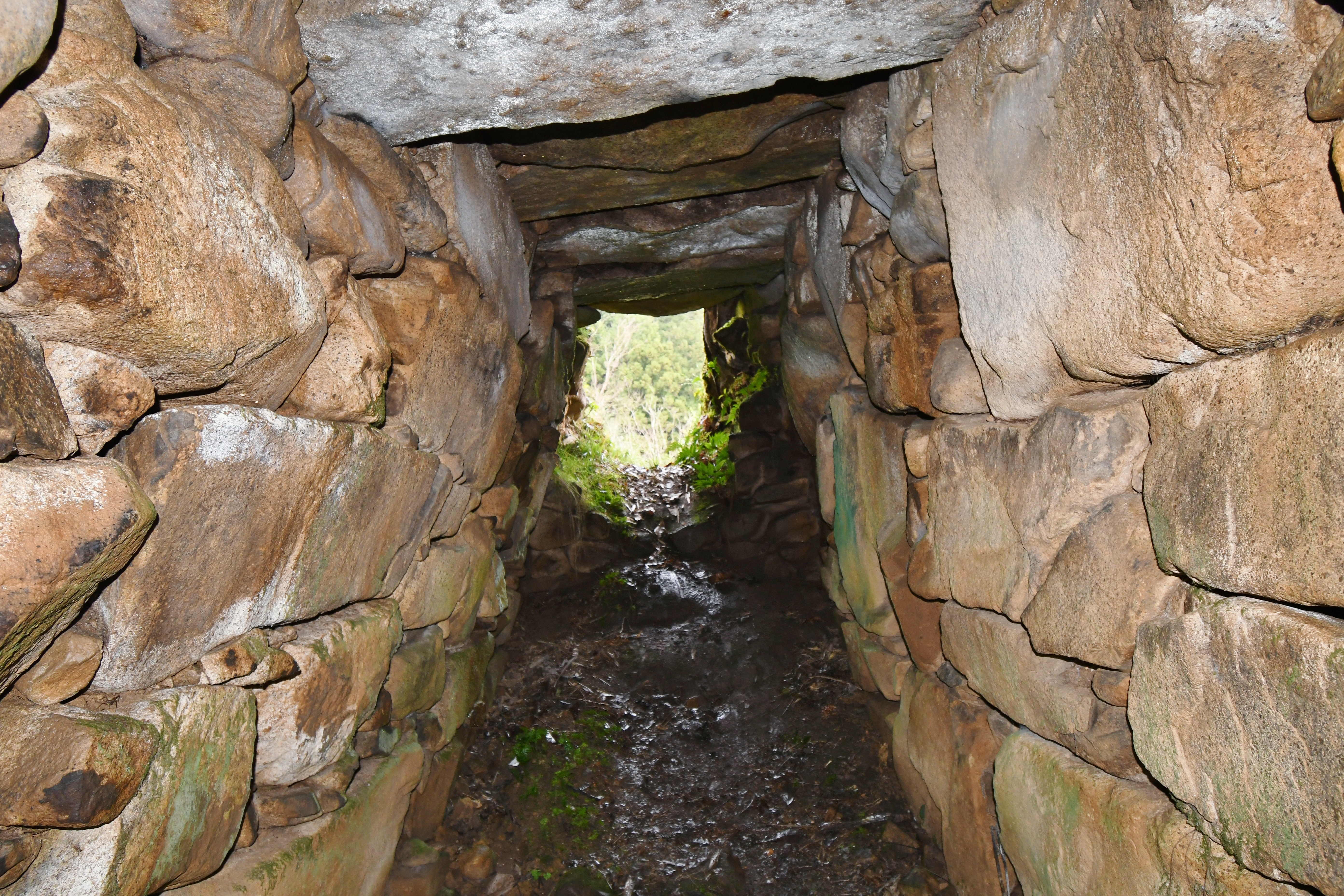
羨道（開口部方向）
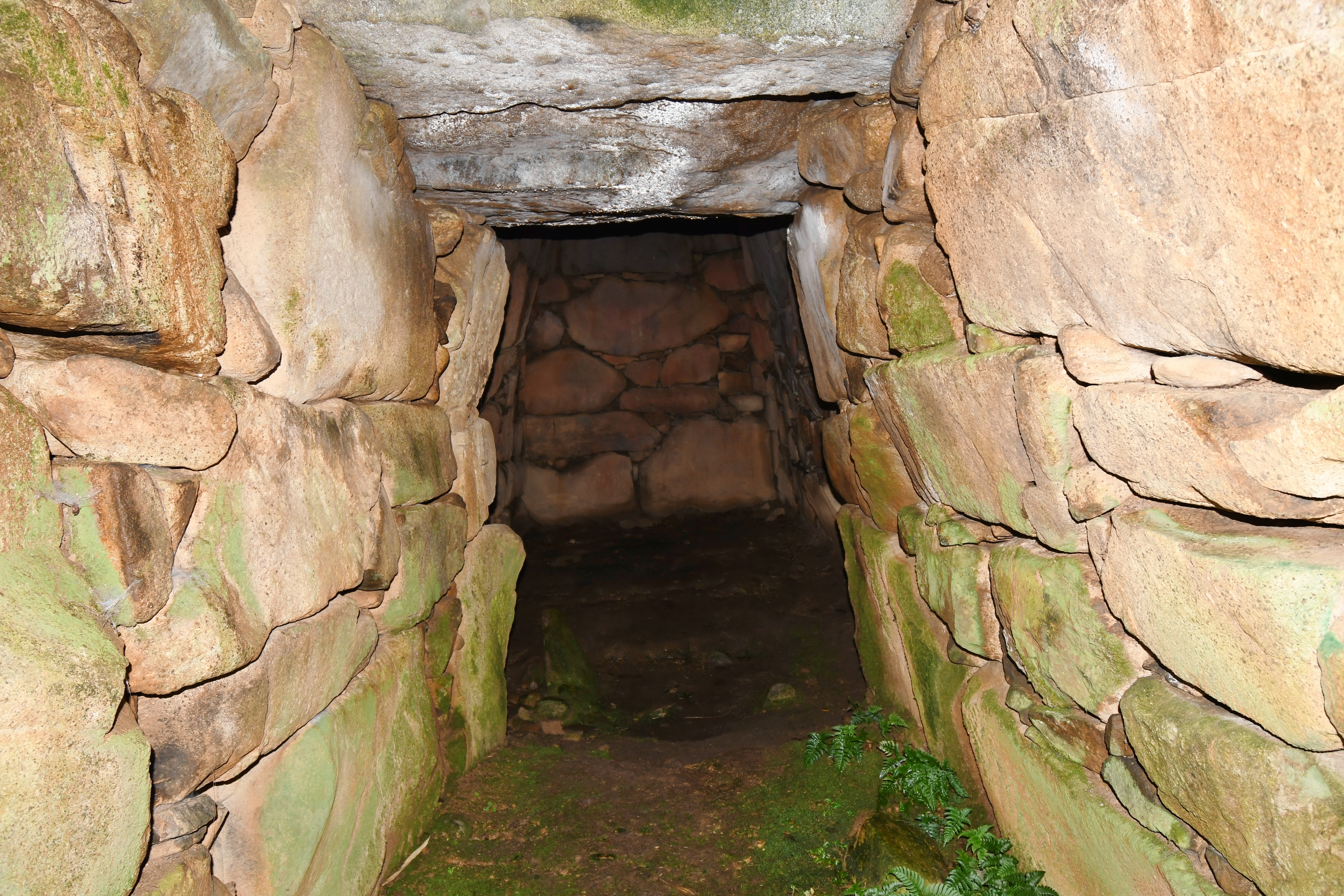
羨道（玄室方向）
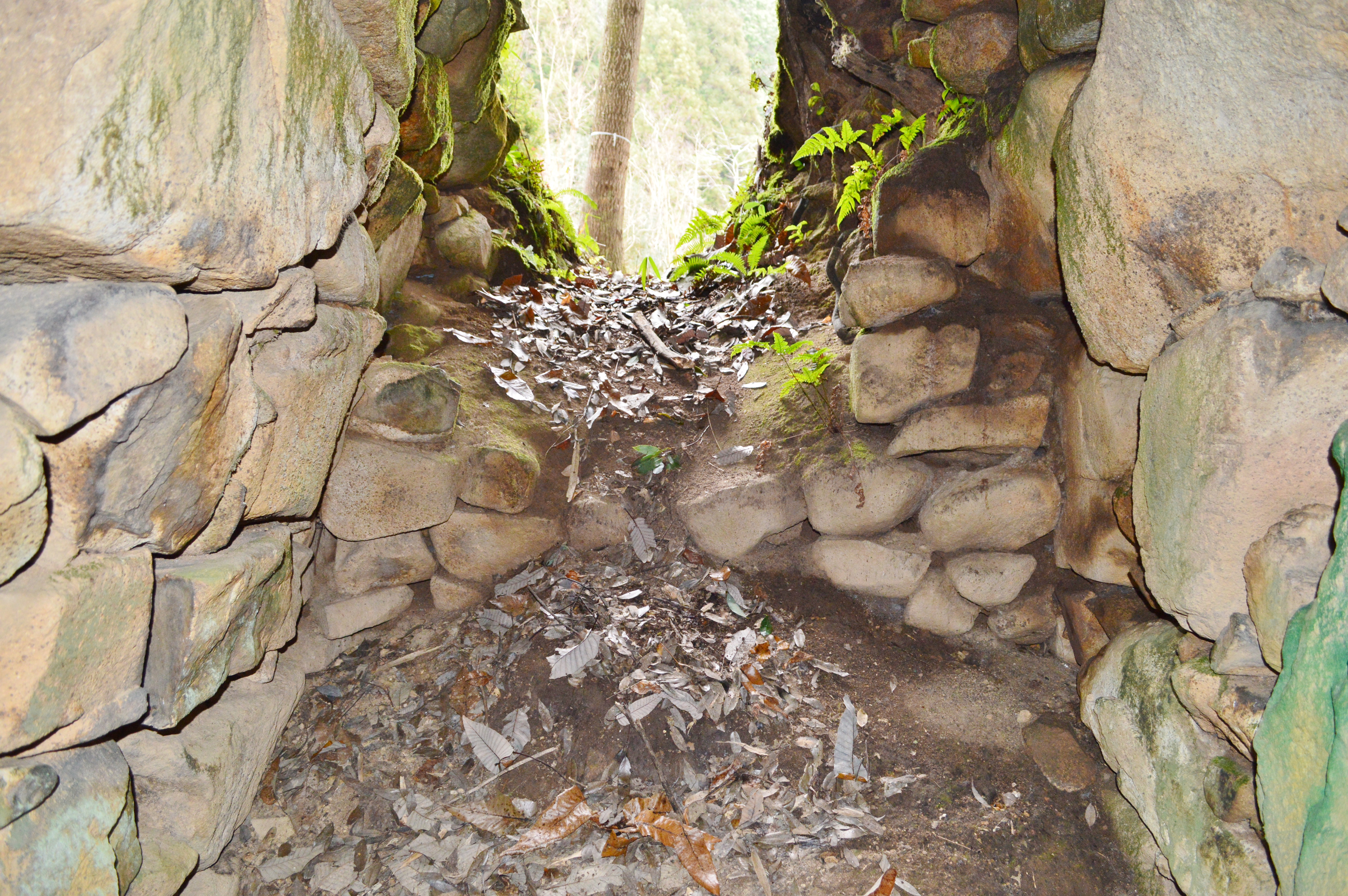
開口部の閉塞石
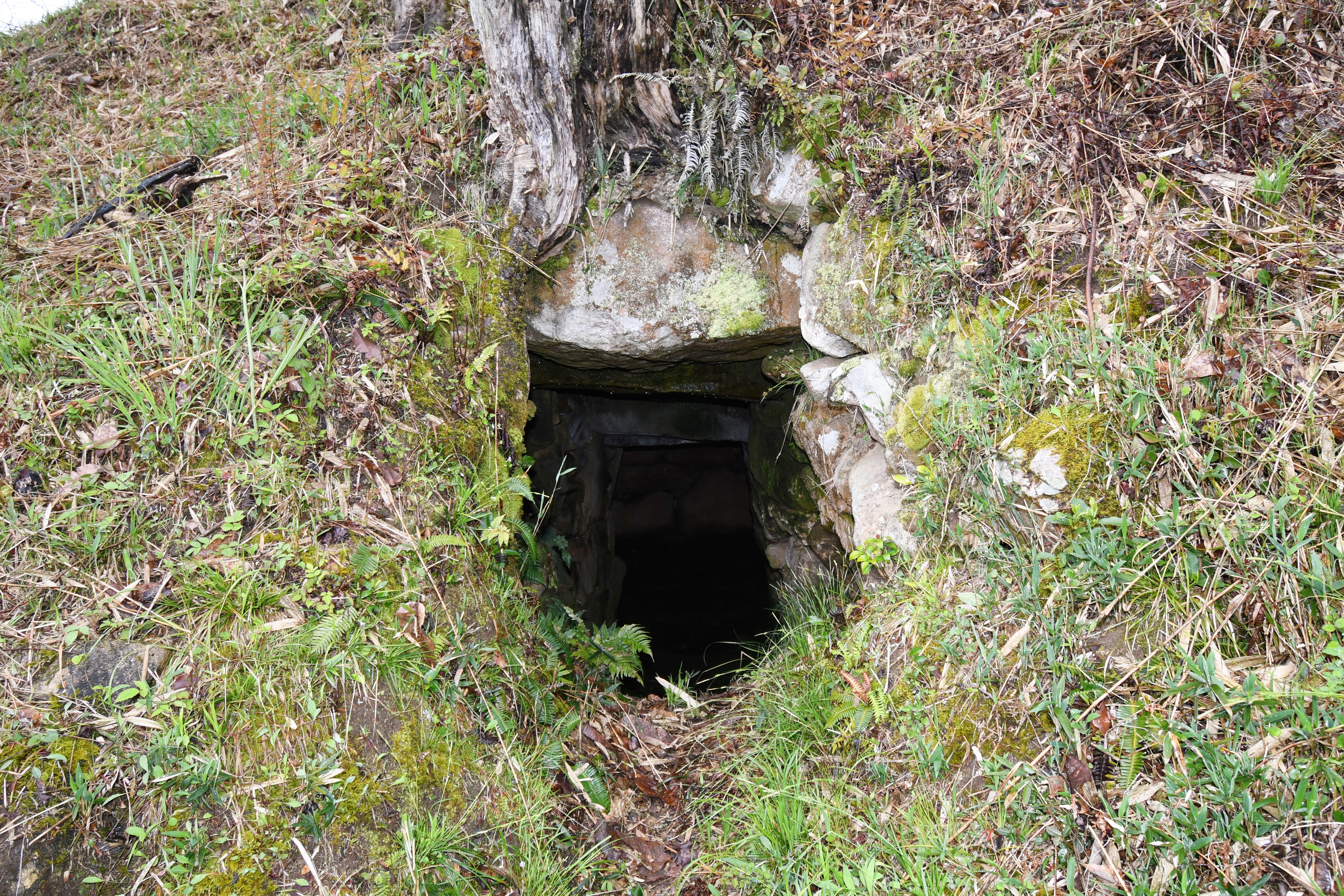
開口部
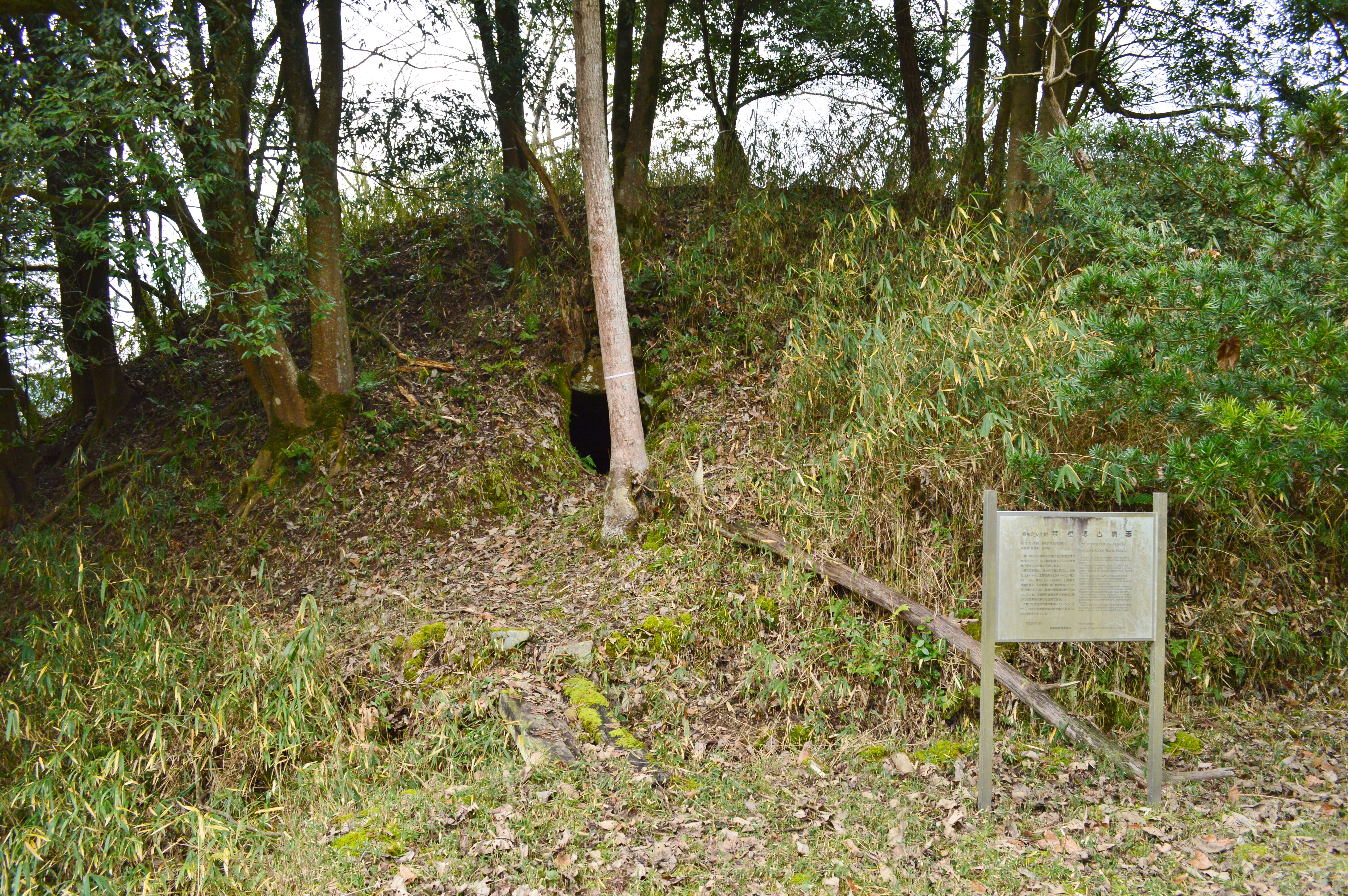
墳丘 伐採前（2020年）

### 塚山古墳
塚山古墳（つかやまこふん）は、養父市大藪字塚山にある古墳。
墳丘は一辺約35メートルの方形基壇（兆域）上にあり、墳形は円形で直径35メートル・高さ11メートル（東側）を測る。埋葬施設は両袖式の横穴式石室で、南東方向に開口する。石室の規模は次の通り。
- 石室全長：12.1メートル
- 玄室：長さ4.82メートル、幅2.54メートル、高さ3.6メートル
- 羨道：長さ7.28メートル、幅1.47メートル、高さ1.8メートル

墳丘の中心は玄室の奥壁に位置する。玄室の奥壁は3段積みで、側壁は基底石を3石とする3段積みで構築される。天井石は1枚で、長さ4.8メートルを測る但馬地方では最大規模の石材になる。石室の内面には赤色顔料の塗布が認められる。副葬品は詳らかでない。
築造時期は、古墳時代後期の6世紀後半頃と推定される。こうもり塚古墳と近接することから、被葬者は近親関係にあると推測される。

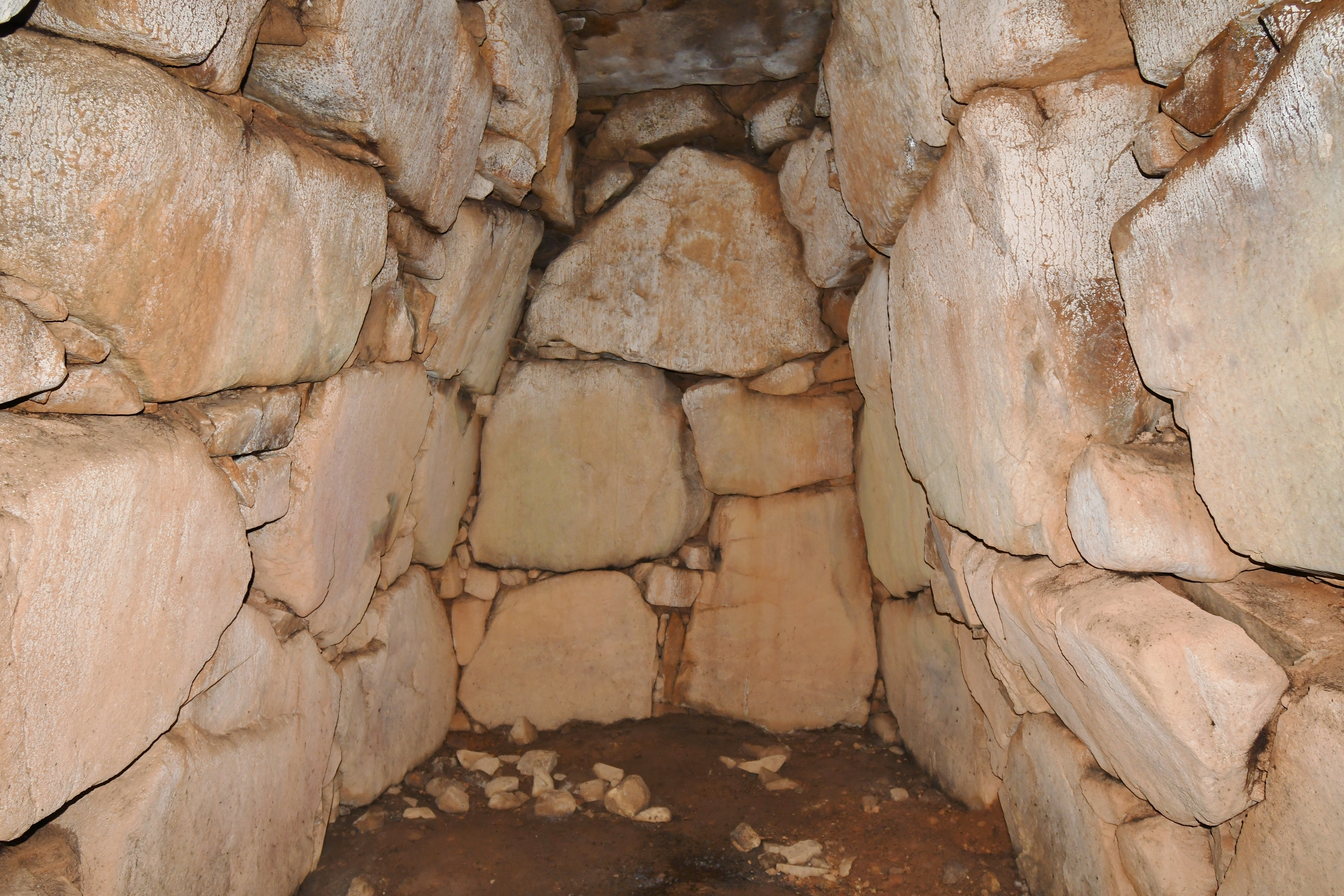
玄室（奥壁方向）
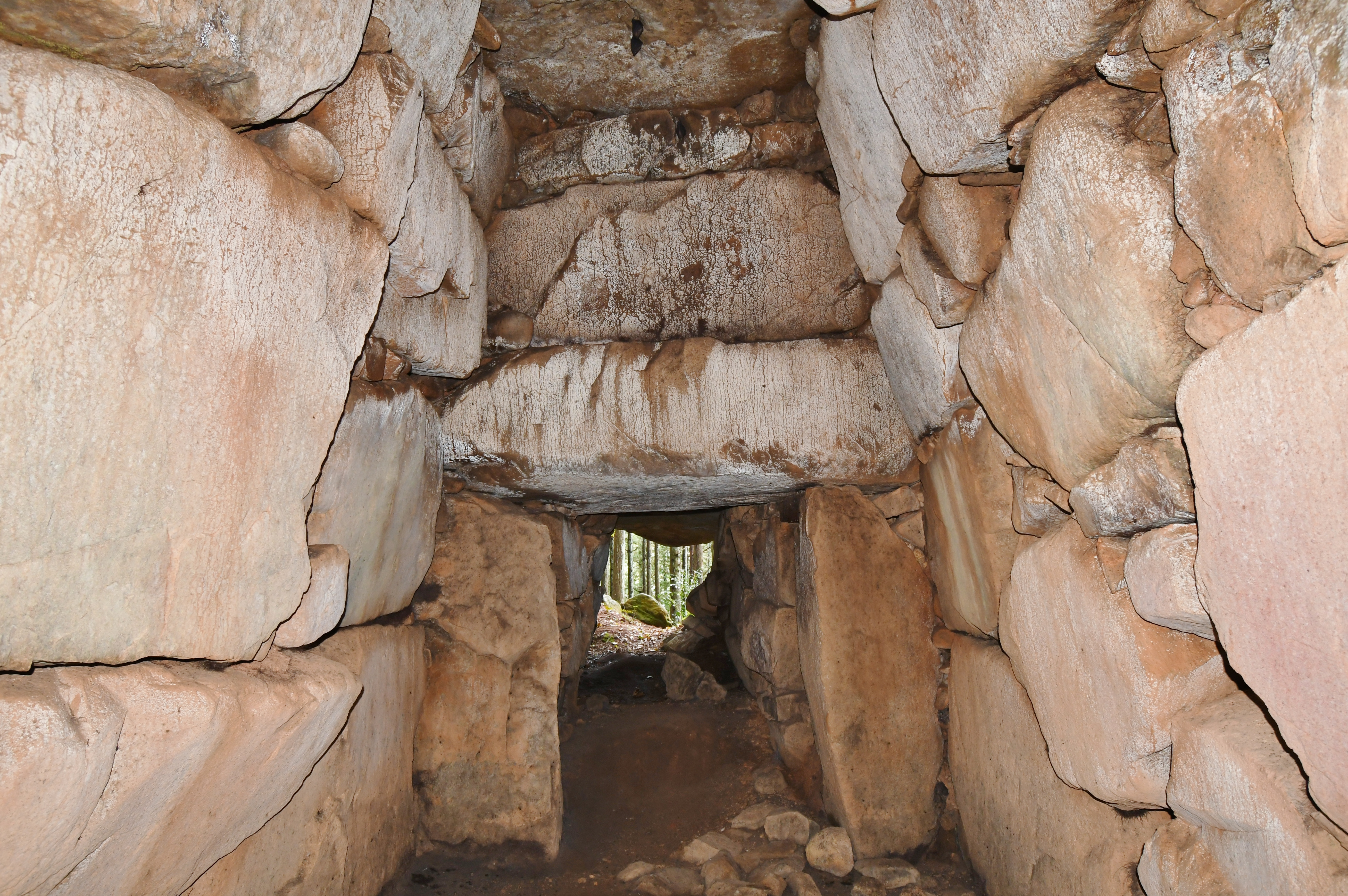
玄室（開口部方向）
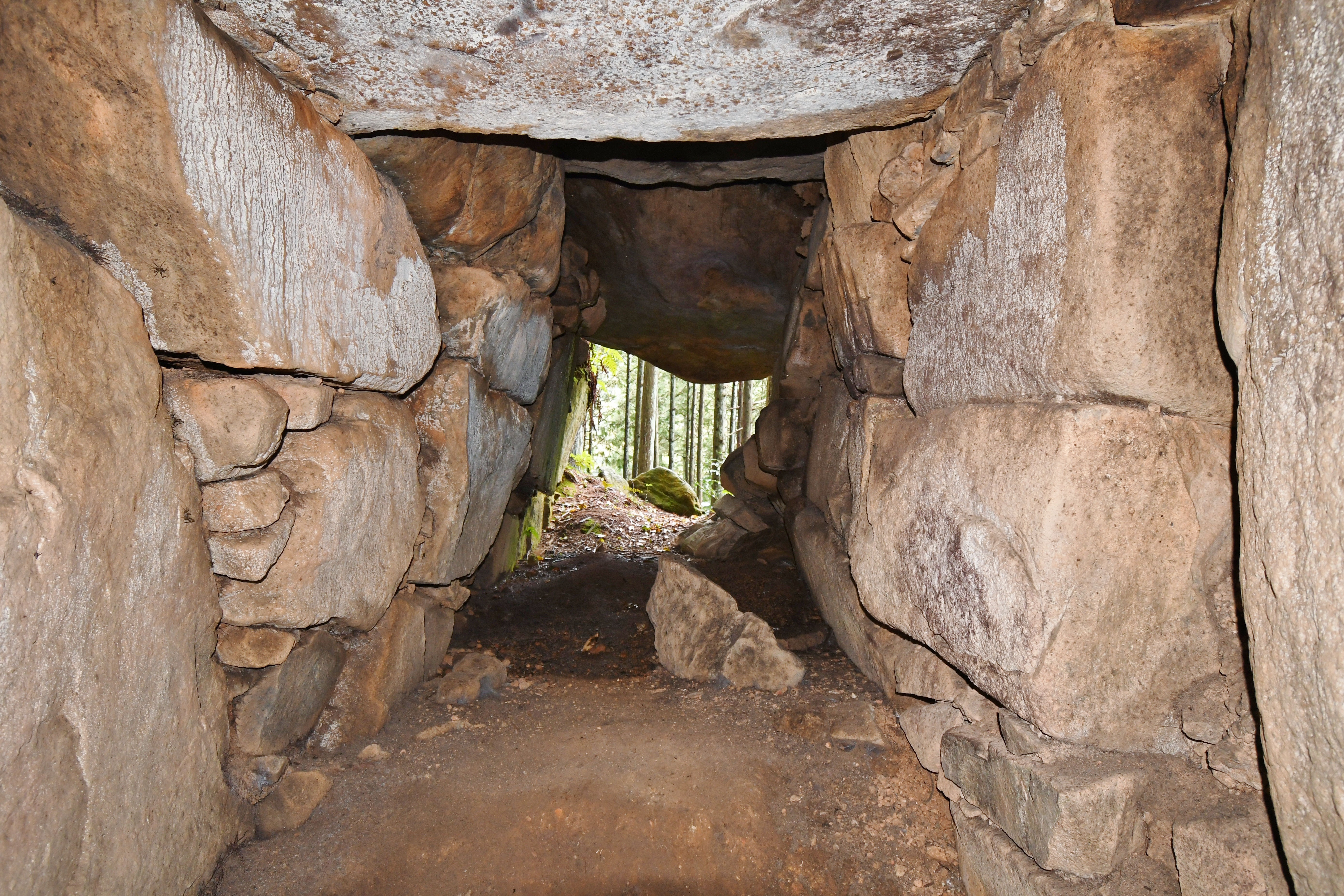
羨道（開口部方向）
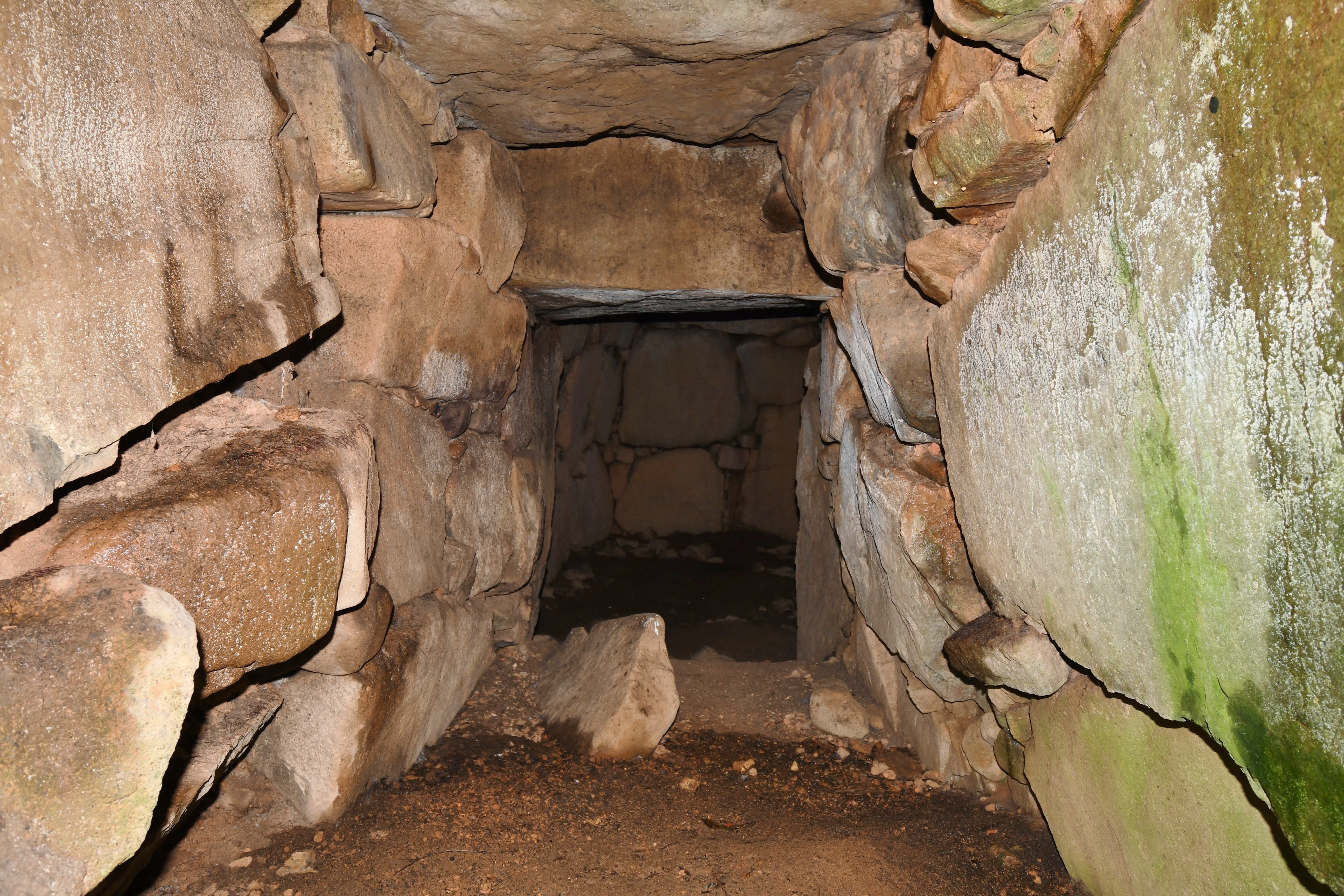
羨道（玄室方向）
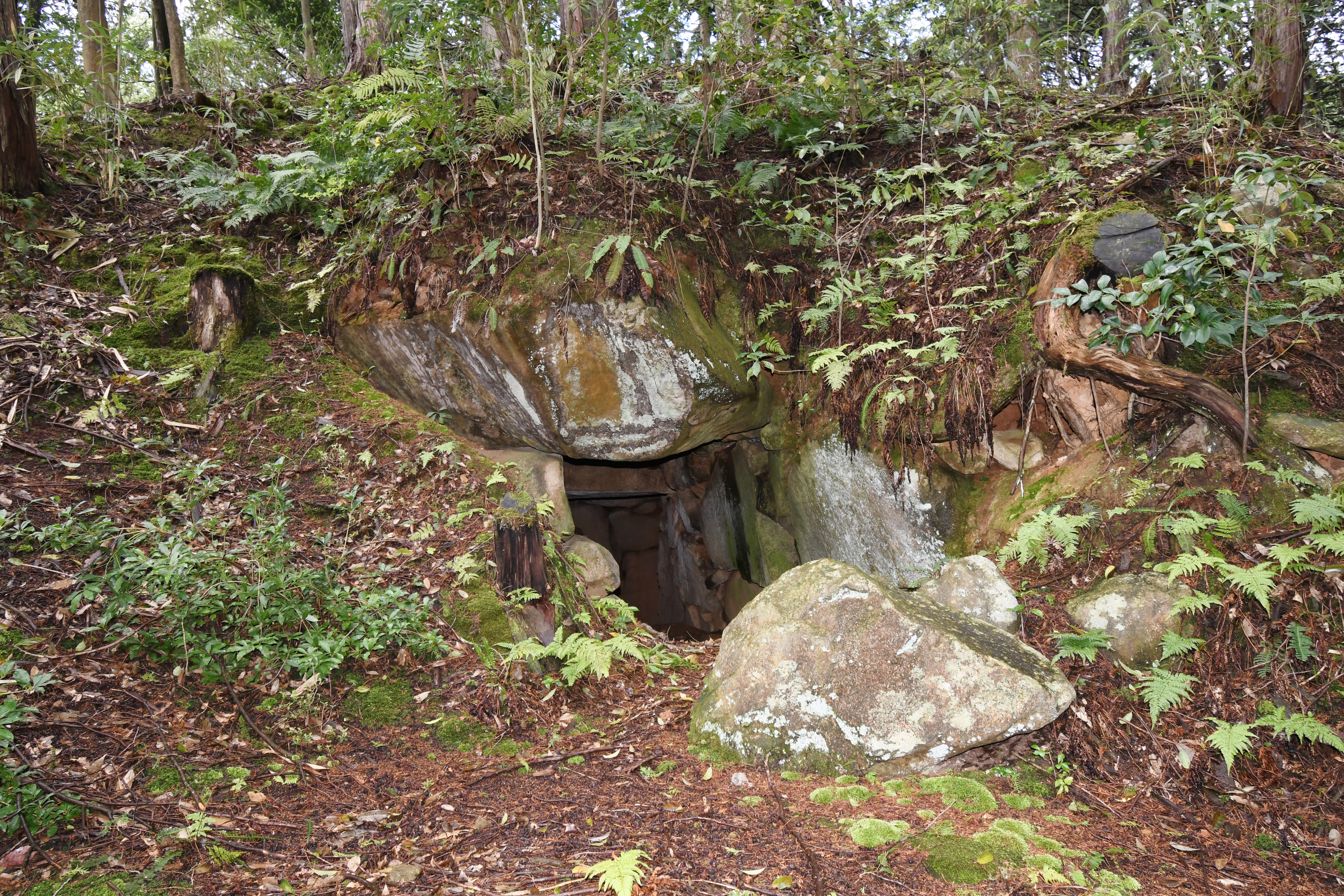
開口部
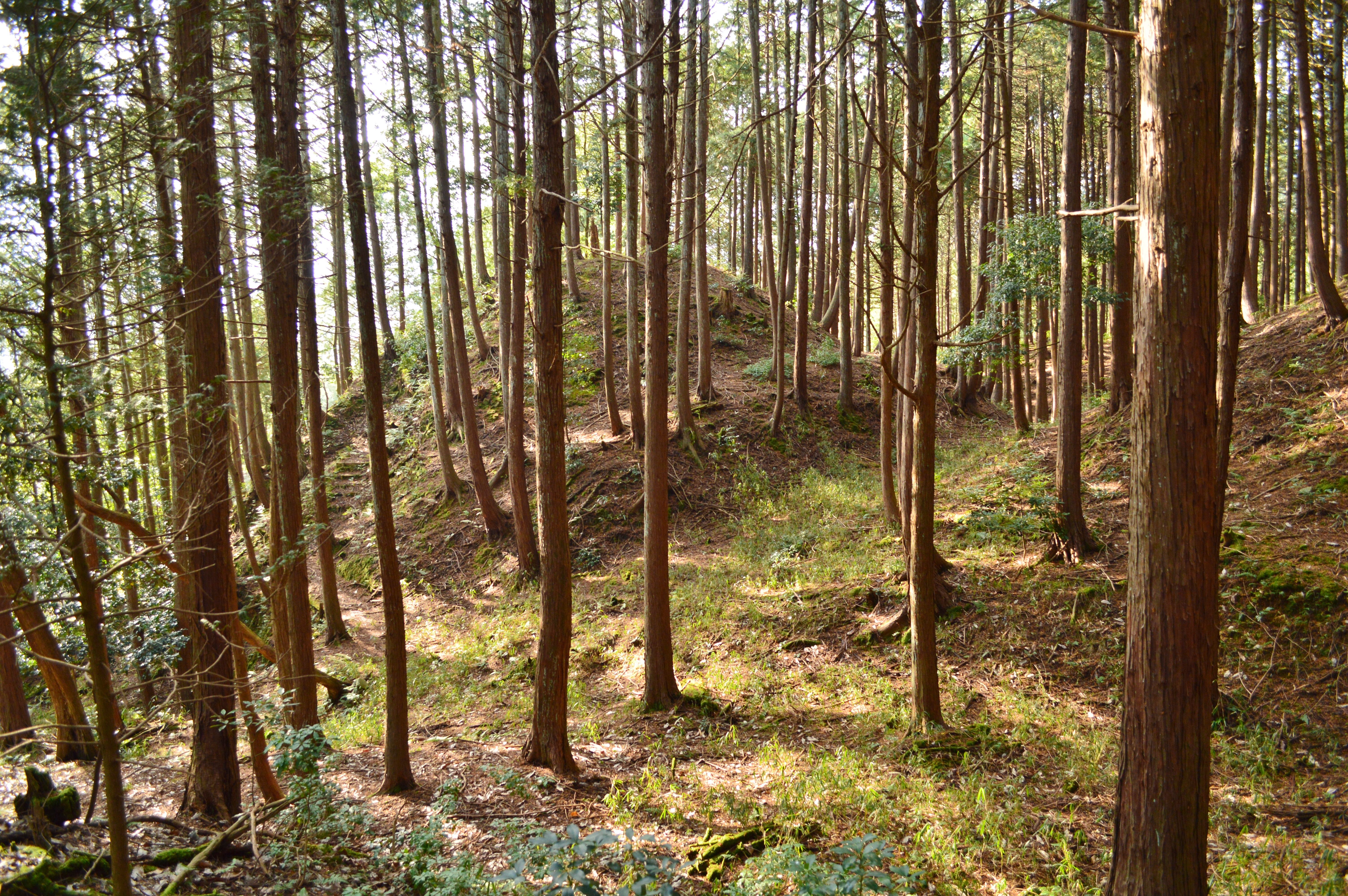
墳丘 丘陵端を切断して方形壇・墳丘を構築する。

### 西ノ岡古墳
西ノ岡古墳（にしのおかこふん）は、養父市大藪字西ノ岡にある古墳。
墳丘は削平を受けているため墳形は明らかでないが、円形と推定され、直径25メートル程度と見積もられる。埋葬施設は両袖式の横穴式石室で、東南東方向に開口する。石室の規模は次の通り。
- 石室全長：13.6メートル
- 玄室：長さ5.27メートル、幅2.58メートル、高さ3メートル
- 羨道：長さ8.33メートル、幅1.76メートル、高さ1.6メートル

墳丘の中心は玄室の中心に位置する。玄室の奥壁は2段積みで、側壁は基底石を3石とする3段積みで構築される。天井石は2枚。副葬品は詳らかでない。
築造時期は、古墳時代終末期の7世紀初頭頃と推定される。

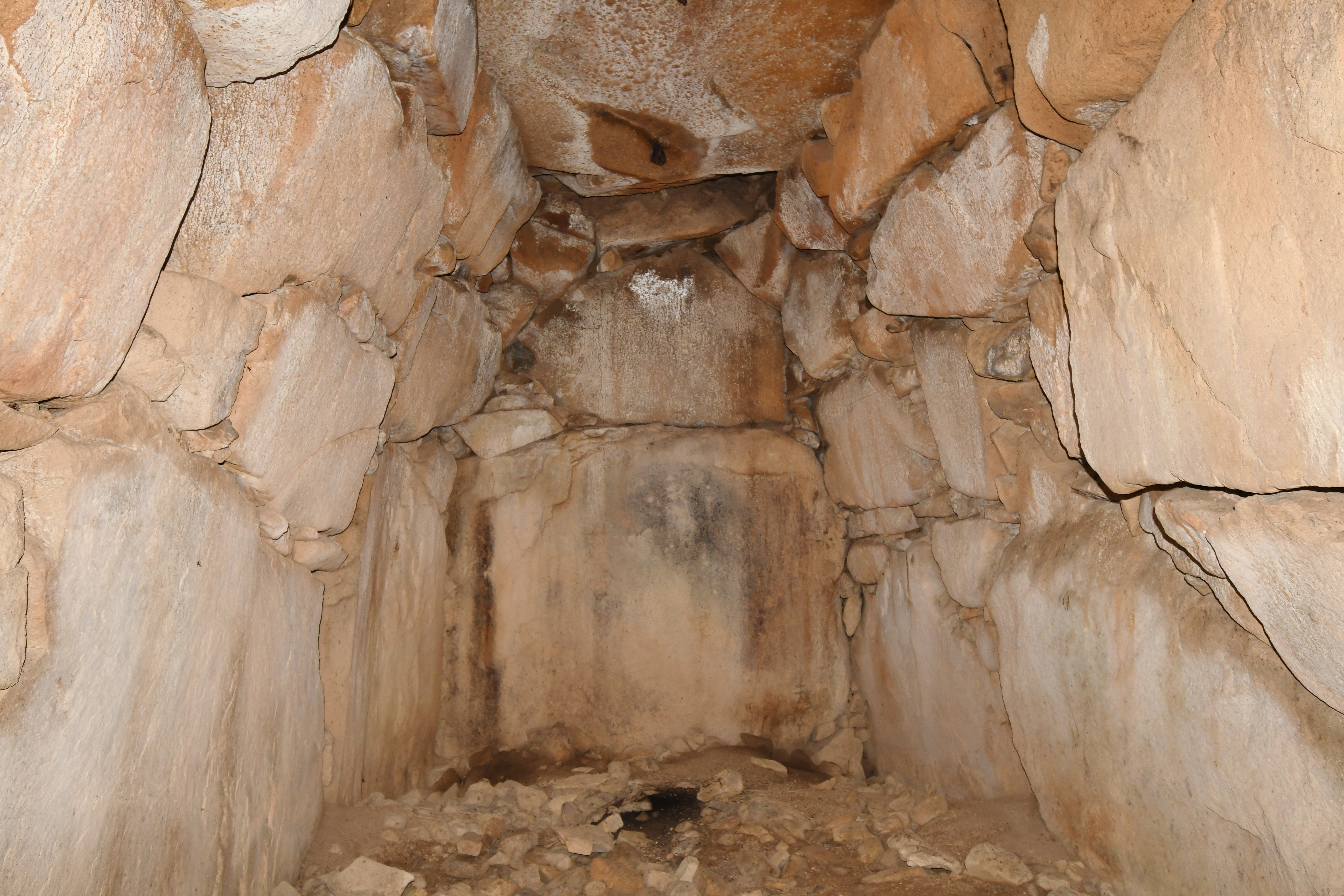
玄室（奥壁方向）
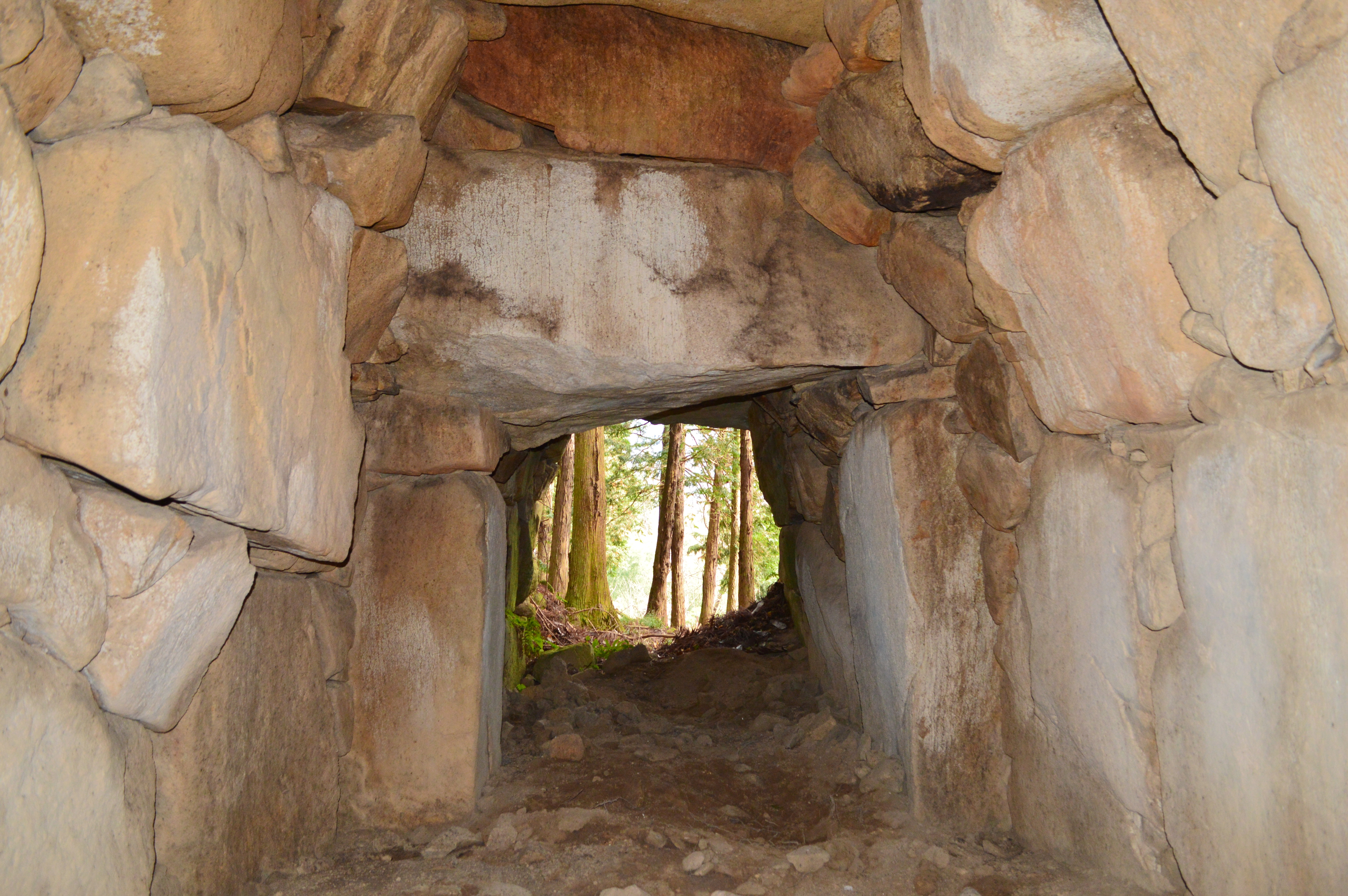
玄室（開口部方向）
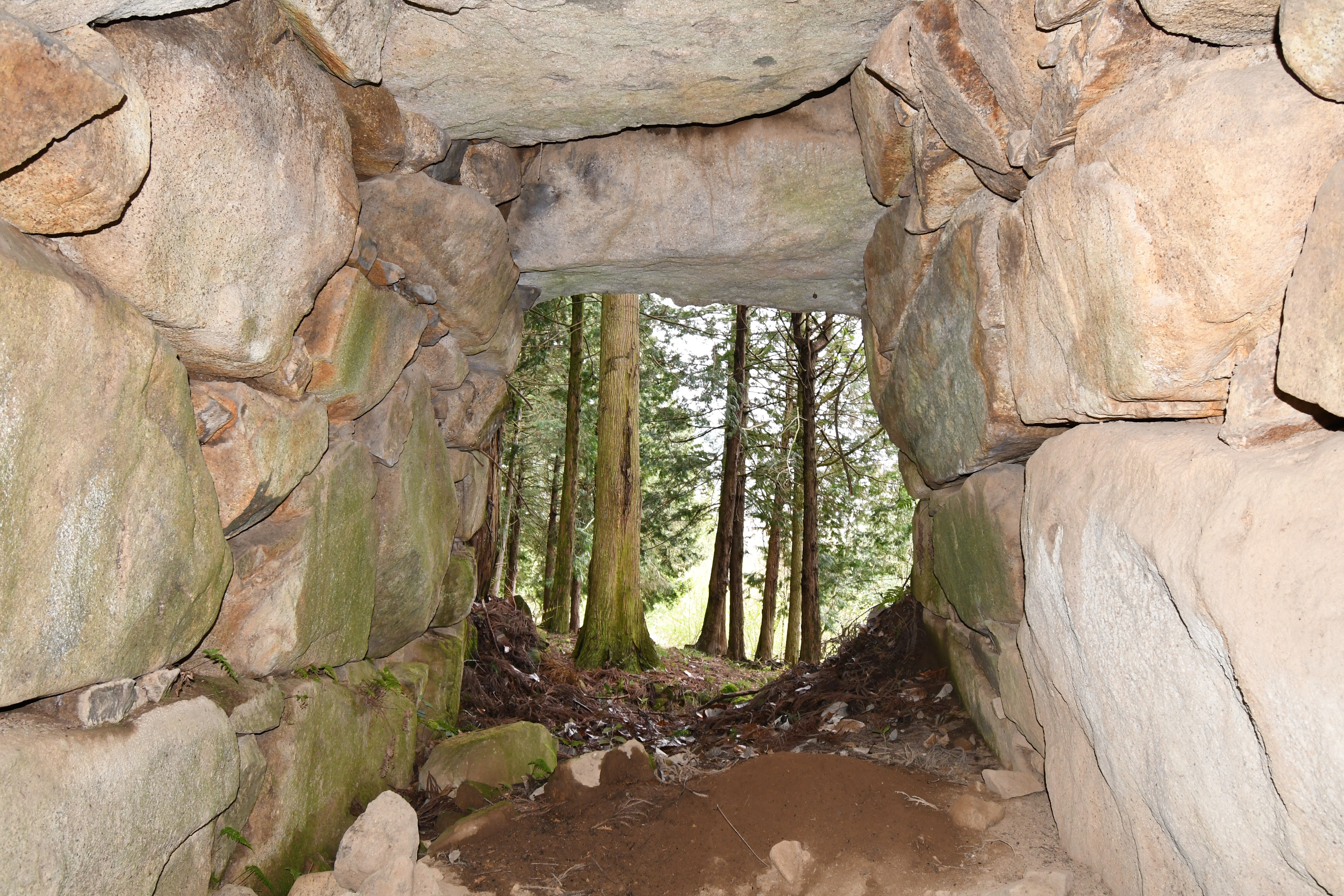
羨道（開口部方向）
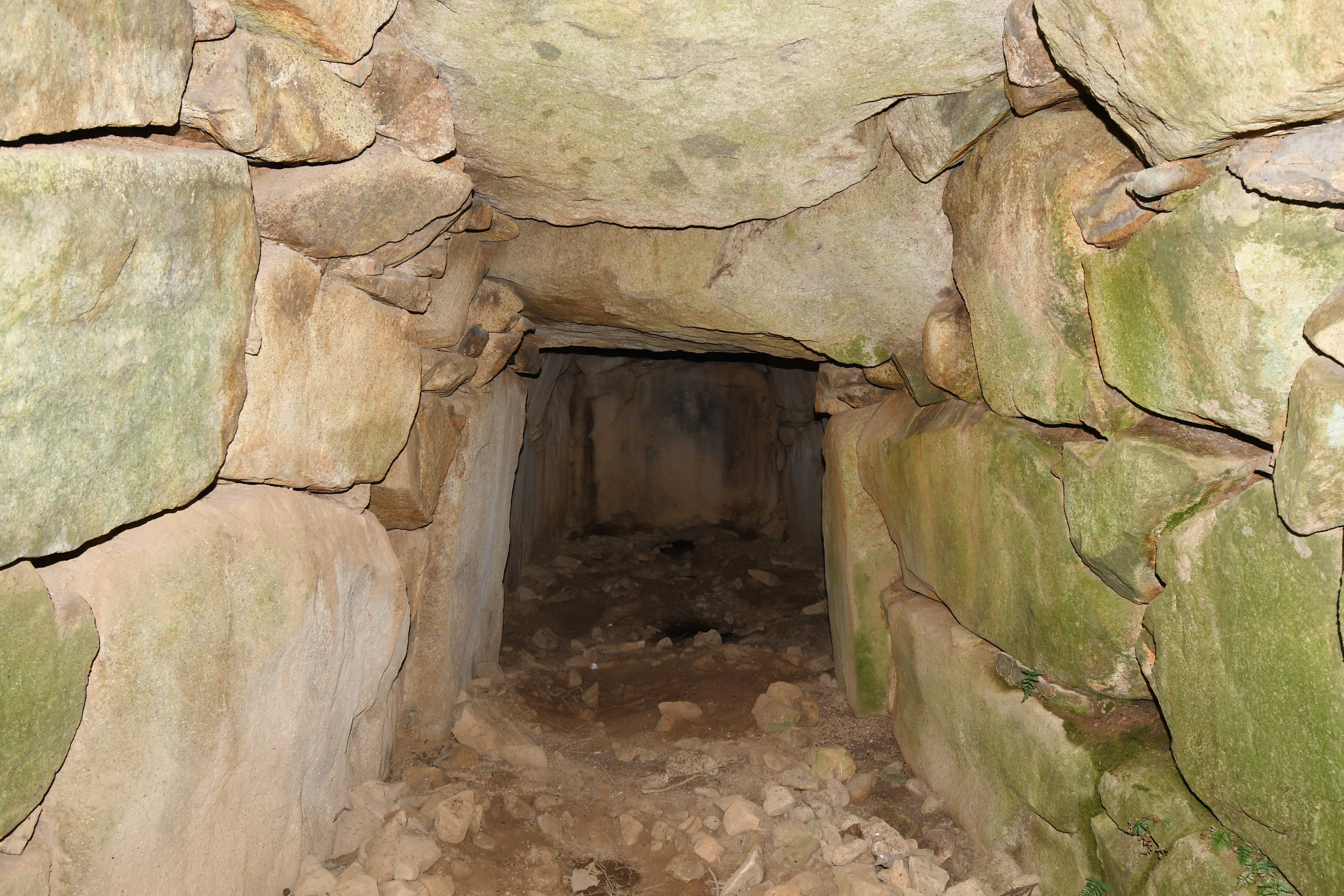
羨道（玄室方向）
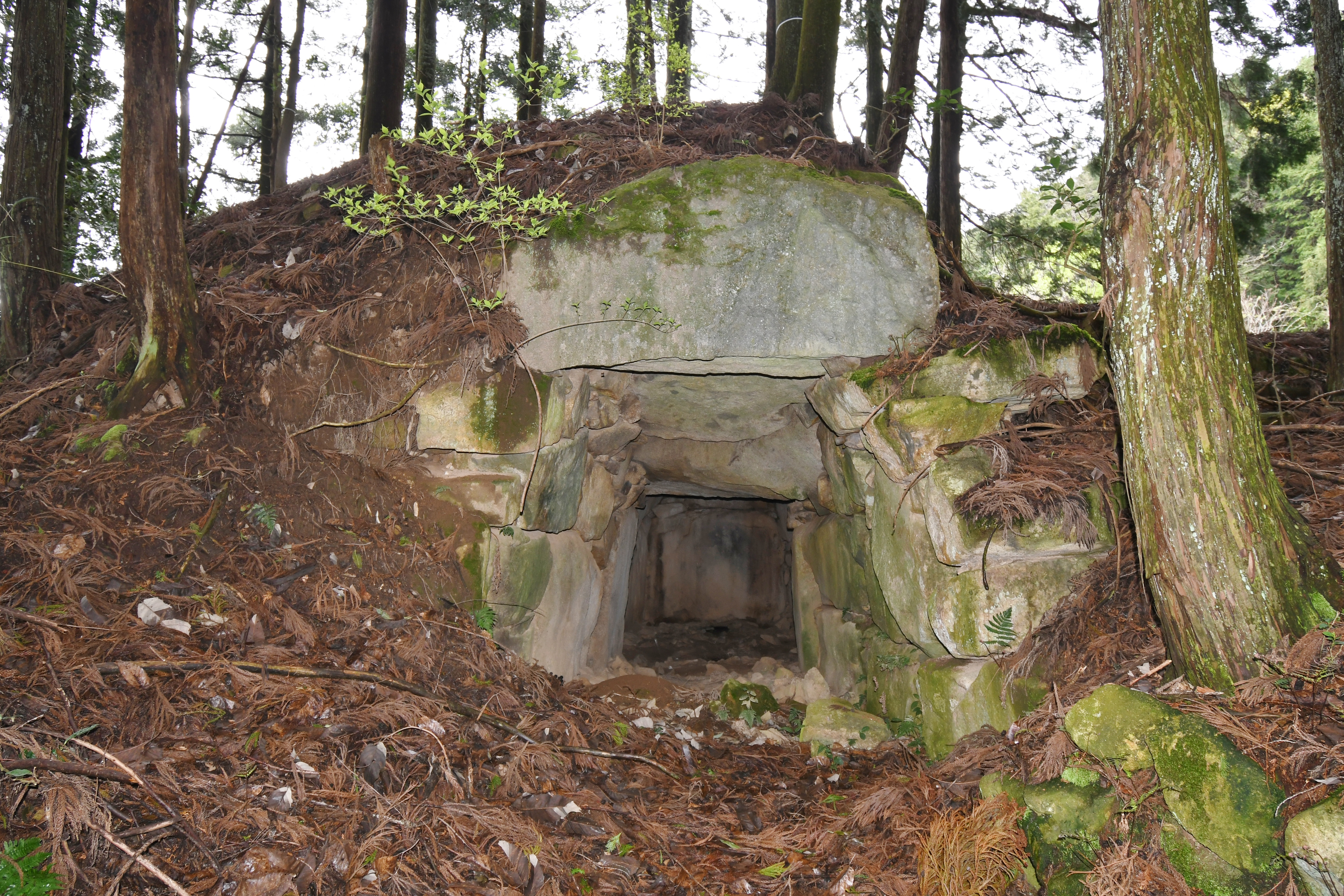
開口部

### こうもり塚古墳
こうもり塚古墳（こうもりづかこふん）は、養父市大藪字大門にある古墳。
墳丘は削平を受けているため墳形は明らかでないが、方形と推定され、現状は長辺28メートル・短辺23メートルを測り、元々は一辺30メートル程度と見積もられる。埋葬施設は右片袖式の横穴式石室で、南南東方向に開口する。石室の規模は次の通り。
- 石室全長：12.55メートル
- 玄室：長さ7.1メートル、幅1.79メートル、高さ1.82メートル
- 羨道：長さ5.45メートル、幅1.51メートル

玄室の奥壁は2段積みで、側壁は基底石を4石とする2段積みで構築される。天井石は5枚。副葬品は詳らかでない。
築造時期は、古墳時代終末期の7世紀前半頃と推定される。塚山古墳と近接することから、被葬者は近親関係にあると推測される。また畿内の古墳と同様に円墳から方墳に変化していることから、被葬者を律令官人とする説が挙げられている。

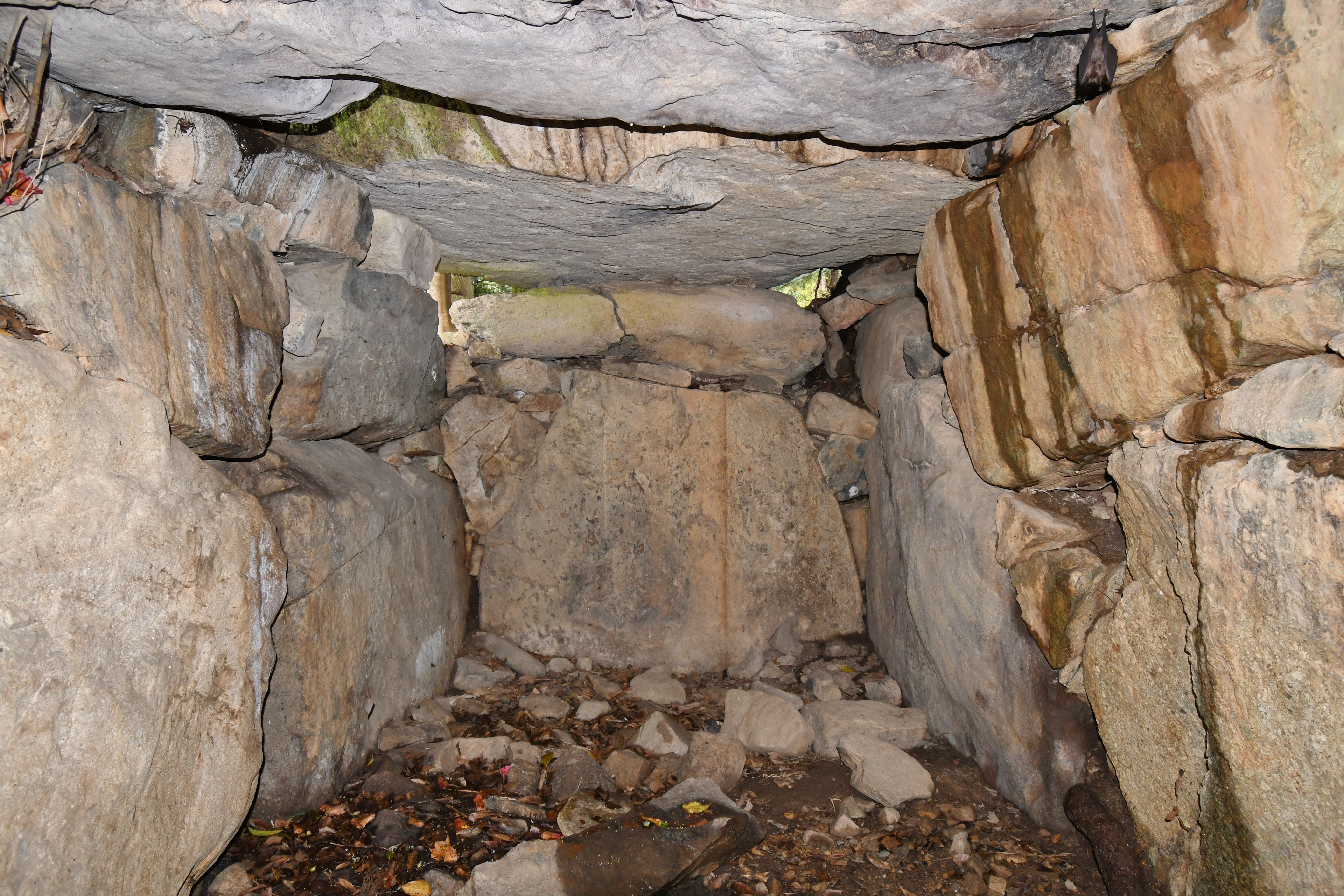
玄室（奥壁方向）
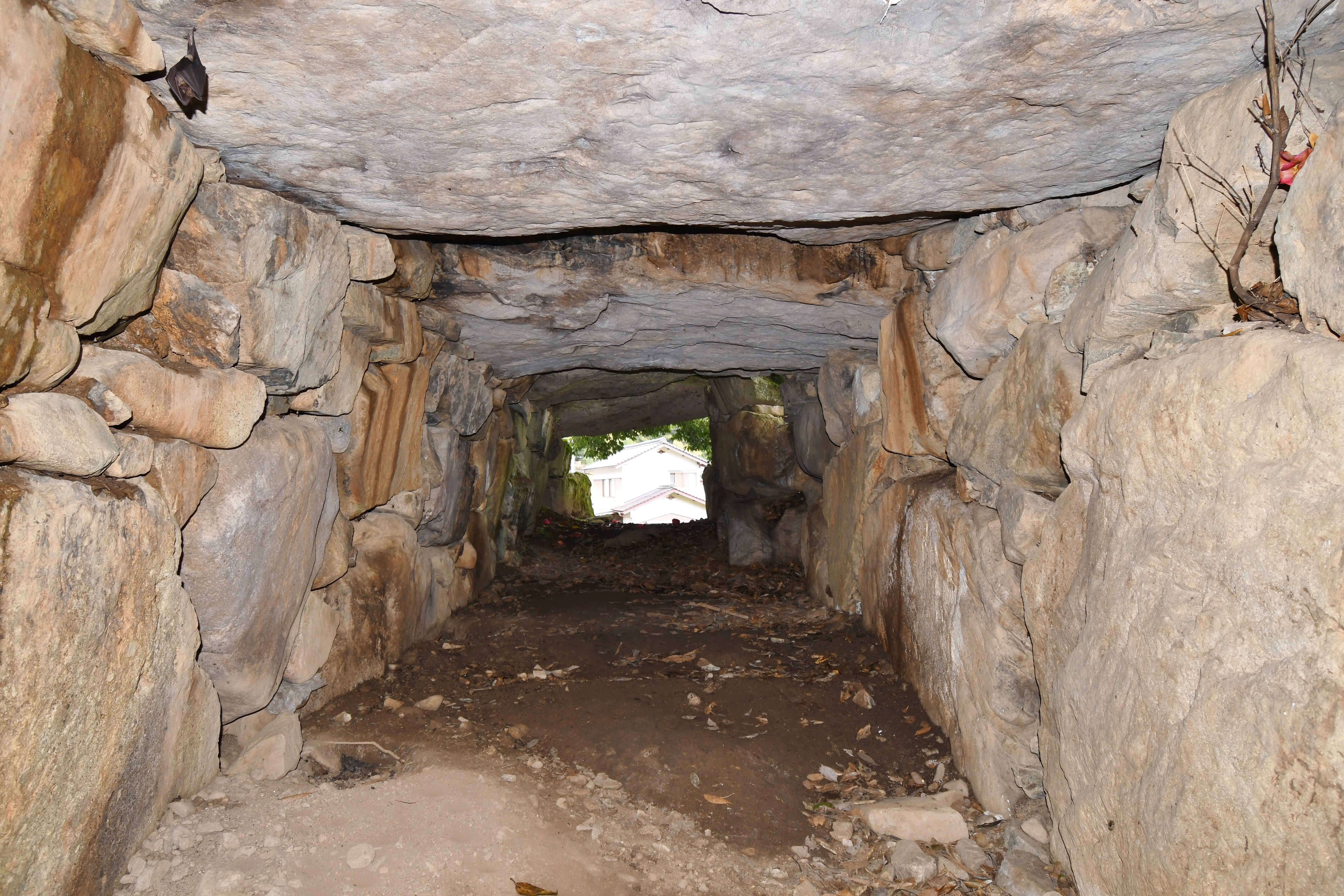
玄室（開口部方向）
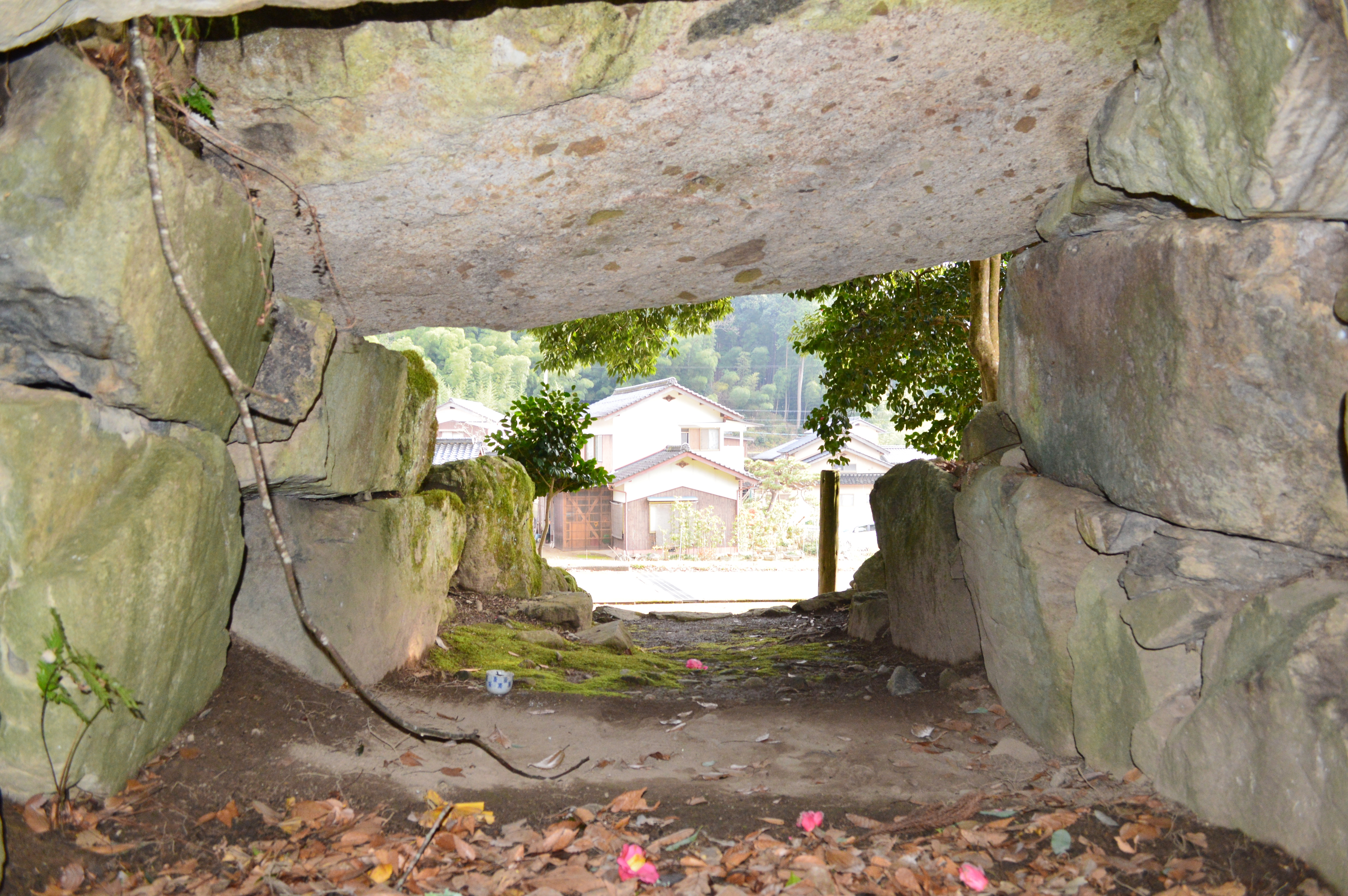
羨道（開口部方向）
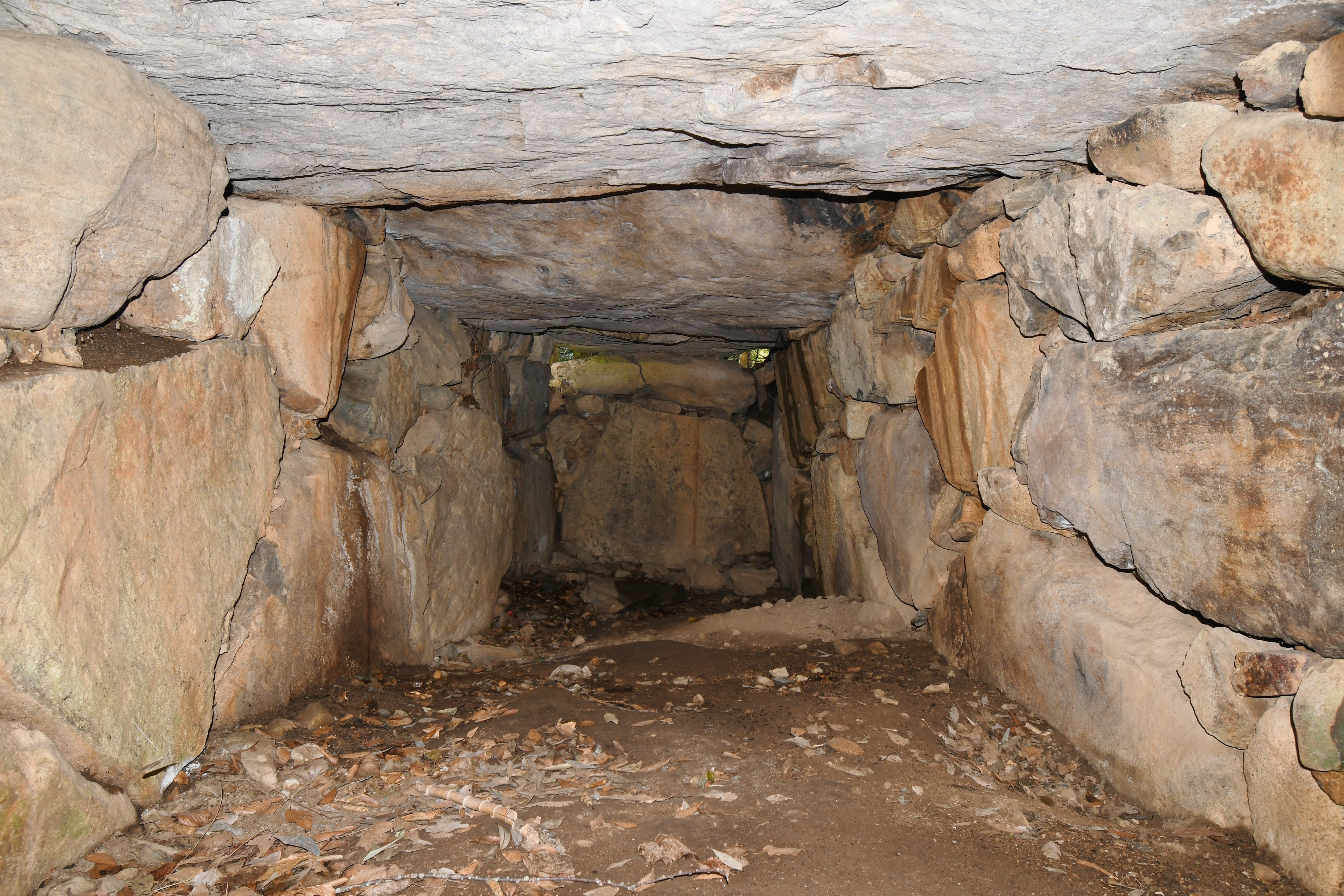
羨道（玄室方向）
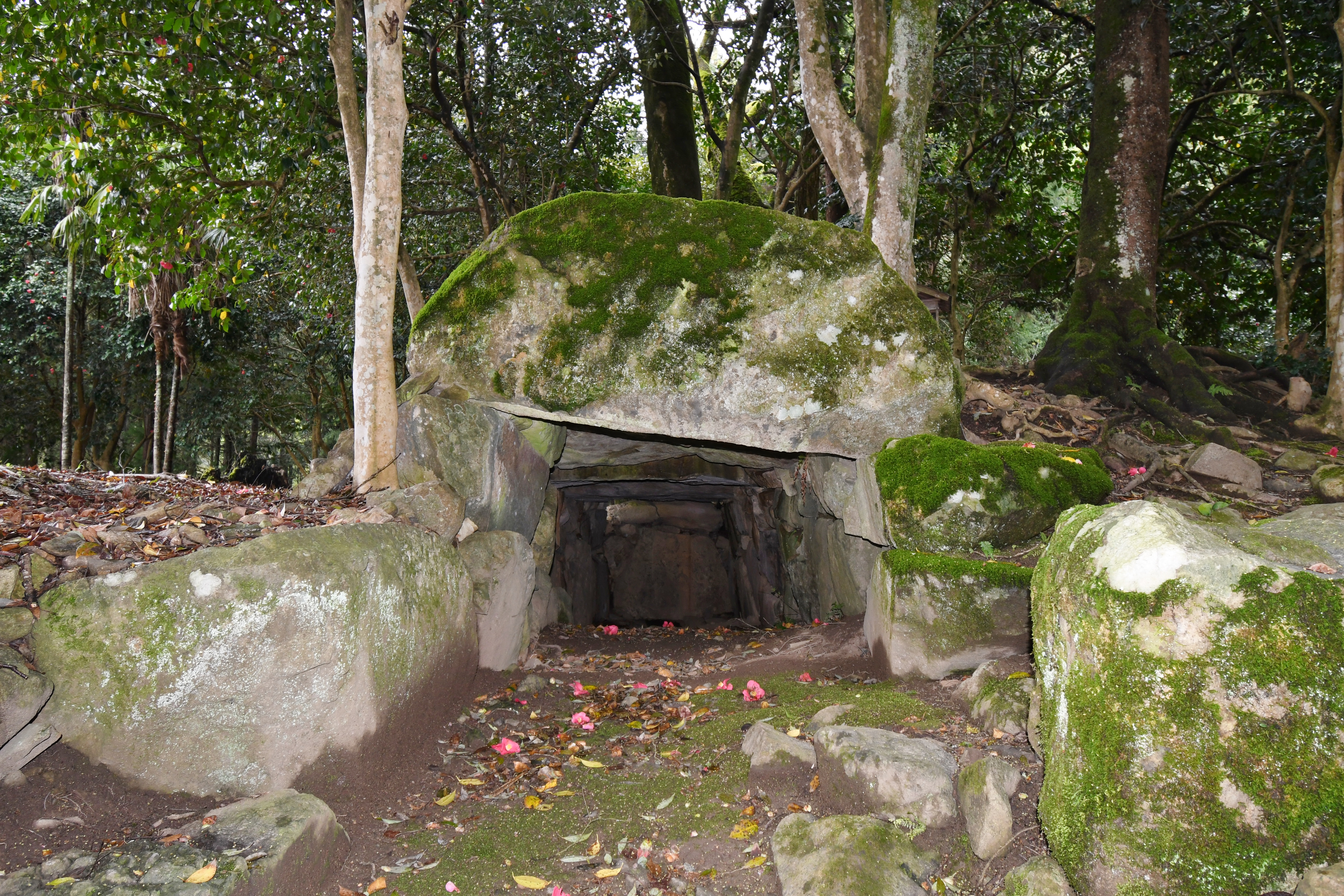
開口部
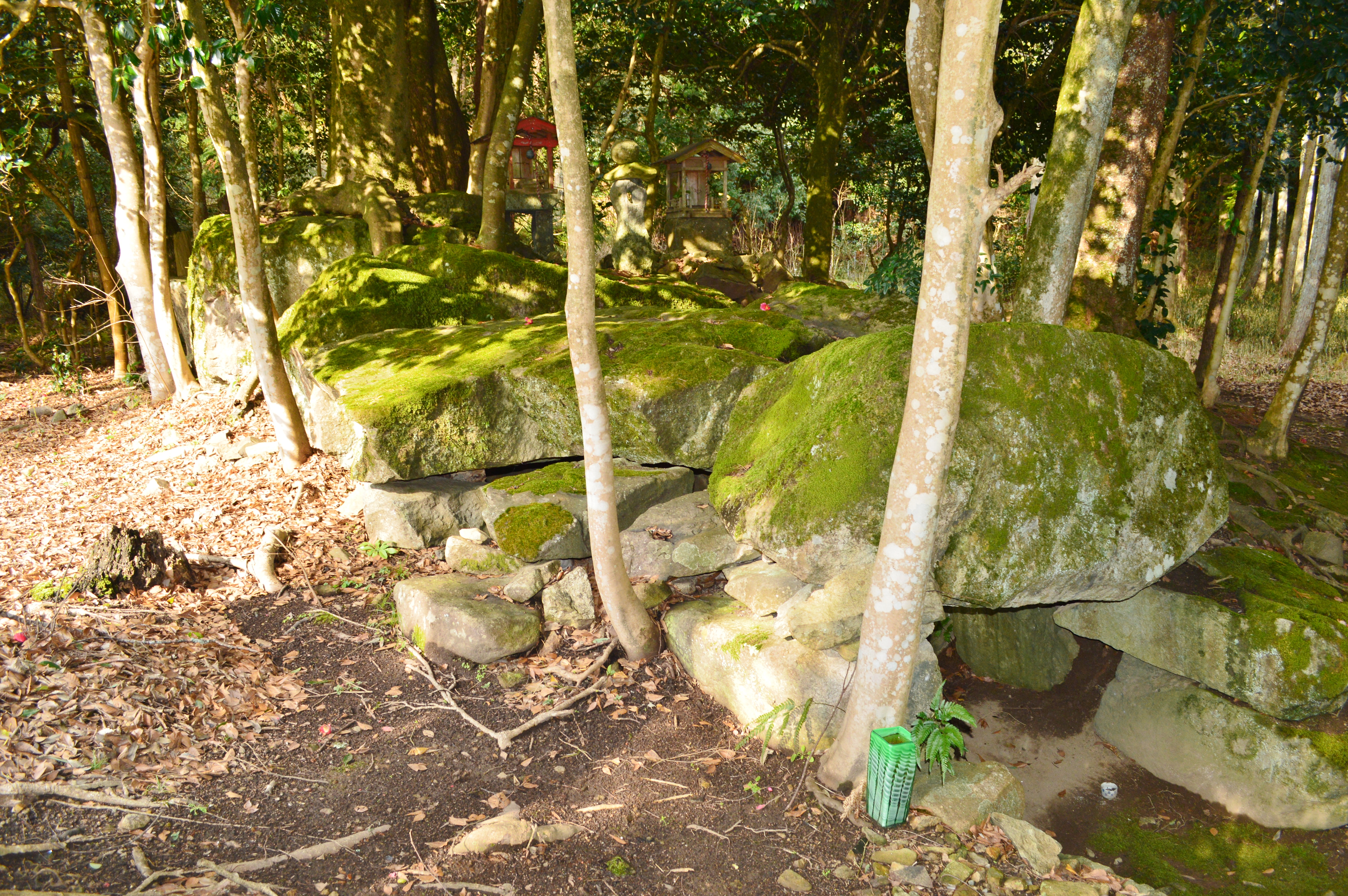
石室天井石
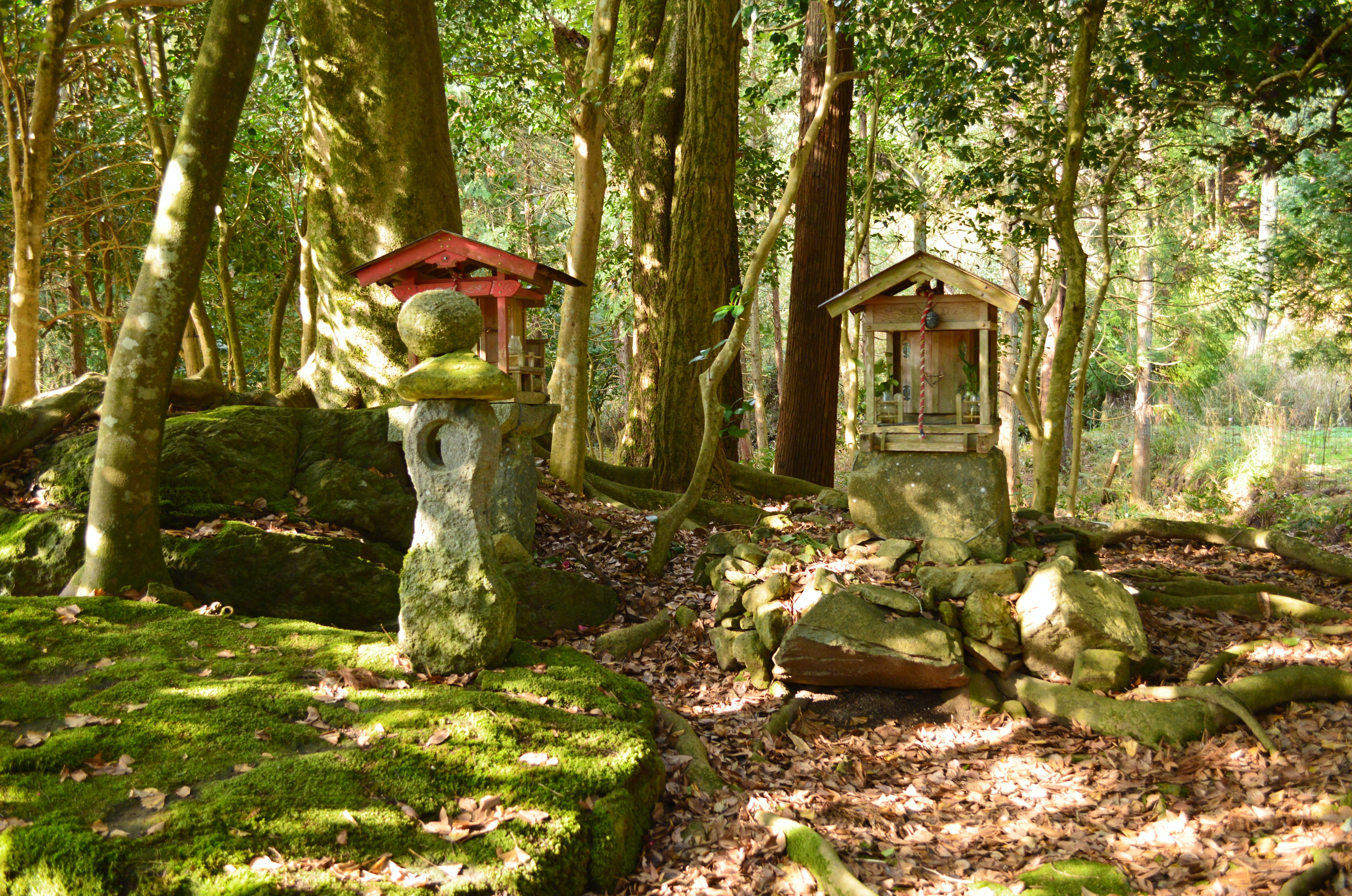
墳頂の祠

## 文化財

### 兵庫県指定文化財
- 史跡
  - 禁裡塚古墳（大藪三号墳） - 1986年（昭和61年）3月25日指定[3]。
  - 塚山古墳 - 1988年（昭和63年）3月22日指定[3]。
  - 西ノ岡古墳 - 1988年（昭和63年）3月22日指定[3]。
  - こうもり塚古墳 - 1988年（昭和63年）3月22日指定[3]。

### 養父市指定文化財
- 史跡
  - 野塚古墳群 - 19基。1979年（昭和54年）9月指定[1]。
  - 道林古墳群 - 28基。1979年（昭和54年）9月指定[1]。

## 関連文献
（記事執筆に使用していない関連文献）
- 『但馬・大藪古墳群 -北兵庫における大型群集墳-』養父町教育委員会〈養父町文化財シリーズ12〉、1978年。
- 『養父町史』 第1巻 通史上巻、養父町、1990年。